# Club sportif de Blénod
 (mai 2009).
Si vous disposez d'ouvrages ou d'articles de référence ou si vous connaissez des sites web de qualité traitant du thème abordé ici, merci de compléter l'article en donnant les références utiles à sa vérifiabilité et en les liant à la section « Notes et références ».
Maillots
Dernière mise à jour : 05 décembre 2024.
Le Club sportif de Blénod, abrége en CS Blénod, est un club de football français fondé en 1919 et situé à Blénod-lès-Pont-à-Mousson, en Meurthe-et-Moselle.
Le club fut fondé en 1919 par Victor Claude, qui fut maire de la commune de Blénod-lès-Pont-à-Mousson de 1947 à 1960, et plusieurs de ses camarades.
Le club a évolué à son apogée en deuxième division (groupe B) lors de la saison 1982-1983 et termina dernier de son groupe avec 16 points. Le CS Blénod fera les grands titres des quotidiens en 1986 puis en 1996 en atteignant les 1/8 de finale de la Coupe de France en baissant pavillon par deux fois face à l'Olympique de Marseille.
Le club accéda au plus haut niveau régional (Division d'Honneur) en 1947 pour ne plus jamais fouler les pelouses à un niveau inférieur jusqu'en 2014. À la fin de la saison 2011-2012, le club fusionne avec le CO Blénod. Le club évoluera sous le nouveau nom de Cercle Sportif et Olympique de Blénod et Pont-à-Mousson, nom issu de la fusion du CS Blénod et de l'autre club de la ville, le CO Blénod. La première saison verra le CS et O Blénod échouer de peu à l'accession au niveau national (CFA 2). Le club fête ses 100 ans d'existence en 2019.
La deuxième épopée en Coupe de France des bellédoniens entraînera la création d'un clip vidéo retraçant le parcours du club.
Le club évolue depuis la saison 2023-2024 dans le championnat de Régional 3.

## Histoire[8]
- 1919 : fondation du club.
- 1973 : le CS Blénod est promu en Division 3 pour la première fois.
- 1982 : première accession en Division 2.
- 1983 : relégation en Division 3.
- 1985 : relégation en Division 4.
- 1994 : accession en National 2.
- 1995 : relégation en National 3 rebaptisé CFA2 en 1997.
- 1996 : élimination en Coupe de France face à l'Olympique de Marseille en huitièmes de finale[9].
- 2001 : relégation en Division d'Honneur Lorraine.
- 2005 : promotion en CFA 2.
- 2006 : relégation en Division d'Honneur Lorraine.
- 2012 : fusion avec le second club de la ville et création du CS & O Blénod.
- 2014 : relégation en Division d'Honneur Régionale Lorraine.
- 2015 : promotion en Division d'Honneur Lorraine[10].
- 2016 : relégation en Division d'Honneur Régionale (maintenant nommée Régionale 2).
- 2019 : le club fête sa centième année d'existence[11].
- 2022 : 5ème tour de Coupe de France, défaite contre Gandrange (R1)

## Palmarès
- Champion de Lorraine : 1973, 2005
- Coupe de Lorraine : 1973, 1997
- Vice-champion de France de National 3 en 1994
- Huitièmes de finale de la Coupe de France : 1986, 1996[12]

## Identité visuelle

Ancien logo.
Logo depuis 2019.

## Entraîneurs
- 1981-2013 :  Georges Dorget
- 2015-mars 2016 :  Francis Vandamme
- Mars 2016- :  Raynald Crillon
- 2016- 2020  Cédric Gaugé
- 2020- 2022  Brahim Boucherab
- 2022- ...  Julien Turnau

## Joueurs
| Joueur               | Période     |
| -------------------- | ----------- |
| Roger Troisième      | –           |
| Janek Swiatek        | 1938 – 1942 |
| Édouard Kargulewicz  | 1946 – 1947 |
| Marcel Husson        | 1955 – 1957 |
| René Woltrager       | 1964 – 1967 |
| Joseph Magiera       | 1972 – 1977 |
| Jean-Pierre François | 1982 – 1983 |
| Cédric Schille       | 1996 – 1997 |
| Serge Djiehoua       | 2020 – 2021 |

## Section féminine
- Création de la section féminine du club : 2018
- Qualification pour le troisième tour de la Coupe de France féminine : 2020
- Mise en place d’une deuxième équipe féminine à 11 à l’initiative de Mr Pizelle Francis : 2020
- Montée en Régional 1 : 2022
- Coupe de France 2022/2023 : Finale régionale contre Vendenheim : Défaite 6-5 aux tirs au but (0-0)